# Cataglyphis abyssinicus
Cataglyphis abyssinicus é uma espécie de inseto do gênero Cataglyphis, pertencente à família Formicidae.